# Frontenac (Missouri)
Pour les articles homonymes, voir Frontenac.
Frontenac est une ville du comté de Saint-Louis, dans le Missouri, aux États-Unis,. Située au centre du comté, elle est incorporée en 1947. La ville est baptisée en référence à Louis de Buade, comte de Frontenac et de Palluau.

## Démographie
Lors du recensement de 2010, la ville comptait une population de 3 482 habitants. Elle est estimée, en 2016, à 3 566 habitants.

### Source de la traduction
- (en) Cet article est partiellement ou en totalité issu de l’article de Wikipédia en anglais intitulé « Frontenac, Missouri » (voir la liste des auteurs).